# Litoria pygmaea
Litoria pygmaea (Geelvink pygmy treefrog) es una especie de anfibio anuro del género Litoria, de la familia Hylidae.

## Distribución geográfica
Es originaria de Nueva Guinea Occidental (Indonesia) y de Papúa Nueva Guinea.